# Алон Мандель
Алон Мандель (23 серпня 1988) — ізраїльський плавець.
Учасник Олімпійських Ігор 2008 року.